# 國立屏東大學屏商校區
國立屏東大學屏商校區位於臺灣屏東縣屏東市民生東路51號，是1991年國立屏東商業技術學院創校校址，佔地約14.85公頃。2014年8月1日，該校與國立屏東教育大學合併為國立屏東大學，成為屏商校區。

## 校區沿革
1986年確定利用屏東農專（今國立屏東科技大學）舊址成立屏東商專。
1991年，「國立屏東商業專科學校」創校，設置五專部及二專部。1998年，升格「國立屏東商業技術學院」。2014年8月1日，與國立屏東教育大學合併為國立屏東大學。原國立屏東商業技術學院之校區改稱「國立屏東大學屏商校區」，設有管理、資訊、人文社會、大武山等四個學院。

## 外部連結
- 國立屏東大學（页面存档备份，存于）